# Иван Бон
Иван Бон (Београд, 1977) српски је вајар.

## Биографија
Завршио је вајарство 2002. на Факултету ликовних уметности у класи професора Славољуба Радојчића, а магистрирао 2005. а Факултету ликовних уметности у класи професора Мрђана Бајића.
Члан УЛУС-а је од 2000. године, а статус самосталног уметника стекао је од 2006. године.
Поред вајарства активно се бави музиком и мултимедијалном уметношћу. Активан члан, аутор свих нумера и оснивач београдског састава Mistake Mistake. Објавио три албума, више сингл издања, једну ЕП плочу (винил издање).

## Награде
Током своје каријере вајара, добио је више награда од којих су значајније следеће:
- Награда на изложби вајара/ки Србије 2019. Летњи салон скулптуре, УЛУС, Београд 2019. године
- Награда у првих 5 Конкурс за идејно решење прилаза ФДУ 2004. године
- Награда и изложба „Перспективе XXIX“ југословенска галерија уметничких слика 2002. године

## Изложбе
- Скулптура у јавном простору „Чешаљ за слона“ Oberhaslach, Strasbourg, Francuska 2003. године
- Самостална изложба „Звуци космоса“ Галерија Дома Омладине, Београд 2017. године[2]
- Самостална изложба „Скулптуре за звук“ СКЦ, Крагујевац 2013. године
- Самостална изложба и перформанс Галерија „Данило Киш фондација“, Суботица 2012. године
- Самостална изложба „Застој“ Галерија „Звоно“, Београд 2011. године[3]
- Самостална изложба „Мале скулптуре за Велику Фугу“ Галерија „Дом омладине“, Сопот 2009. године
- Самостална изложба „Скулптуре за звук“ Галерија Дома Омладине, Београд 2009. године [4]
- Самостална изложба „Радови у току“, Драган Рајшић и Иван Бон Галерија ДОБ-а, Београд 2006. године
- Магистарска изложба „Звучне скулптуре“ Галерија „Звоно“, Београд 2005. године
- Групна изложба вајара Србије 2019 Летњи салон скулптуре 2019. година
- Групна изложба и перформанс на Звучним инсталацијама  „Колонија у Јаловику“ 2015. године
- Групна изложба и перформанс на Звучним склуптурама „ДК Студентски град“ Београд 2013. године
- Групна изложба и перформанс на Звучним скулптурама „Миксер“ фестивал Београд 2010. година
- Групна изложба и перформанс на Звучним скулптурама Фестивал „Sajeta“, Толмин, Словенија 2009. године
- Групна изложба „Темпо Темпо“ Галерија ФЛУ, Београд 2009. године
- Изложба и перформанс У организацији „Creative commons Serbia“ Rex, Београд 2007. године
- Групна изложба и перформанс на Звучним скулптурама Бијенале проширених медија „Октопус“ 2007. године
- Изложба и перформанс „I commons 07“ Дубровник, Хрватска 2007. године
- Групна изложба “ + +” Галерија “Звоно” Београд 2006. године
- Мултимедијална публикација на ЦД формату објављена у часопису „How to send a message“, Међународна радионица у организацији Милице Томић, Београд 2004. године
- Југословенско бијенале младих у Вршцу, Вршац 2004. године
- Учешће на међународном Симпозијуму у камену „Les geants du Nideck“ Oberhaslach, Strasbourg, Francuska 2003. године
- Групна изложба „Новопримљених чланова УЛУС-а“ Београд 2003. године
- Групна изложба „без назива“ СКЦ, Београд 2000. године